# Arabis serpillifolia
Arabis serpillifolia là một loài thực vật có hoa trong họ Cải. Loài này được Vill. mô tả khoa học đầu tiên năm 1779.